# Lepidepecreum longicorne
Lepidepecreum longicorne är en kräftdjursart som beskrevs av Charles Spence Bate och John Obadiah Westwood 1863. I den svenska databasen Dyntaxa används istället namnet Lepidepecreum longicornis. Lepidepecreum longicorne ingår i släktet Lepidepecreum och familjen Lysianassidae. Arten är reproducerande i Sverige. Inga underarter finns listade i Catalogue of Life.